# Gottfried von Einem
Gottfried von Einem (Berna, 24 de enero de 1918-Oberdürnbach, 12 de julio de 1996) fue un compositor austriaco influido por Igor Stravinsky, Serguéi Prokófiev y el jazz. Compuso óperas, piezas para piano, violín y órgano.

## Biografía
Nacido en Suiza, su padre era el agregado militar austriaco y más tarde general William von Einem. Estudió en Berlín con Boris Blacher, convirtiéndose en repetidor de la Orquesta Filarmónica de Berlín. Por mediación de Blacher, conoció a su primera mujer Lianne von Bismarck, con quien se casó en 1946. Su hijo, Caspar Einem (1948), es un político socialdemócrata. En 1953, regresó a Viena.
Lianne von Bismarck murió en 1962, y en 1966 se casó con su libretista Lotte Ingrisch.
Fue profesor de composición entre 1963 y 1972 en la Escuela Superior de Música de Viena.

## Distinciones
- 1958: Preis der Stadt Wien für Musik
- 1965: Großer Österreichischer Staatspreis für Musik
- 2002: Justos entre las Naciones - Yad Vashem (póstumo),[3] por salvar la vida de Konrad Latte.[4]

## Óperas
- Dantons Tod ("La muerte de Danton", libreto basado en Georg Büchner), ópera op. 6, estrenada el 6 de agosto de 1947 en el Festival de Salzburgo.
- Der Prozeß ("El proceso", basado en El proceso de Franz Kafka), op. 14, estrenada el 17 de agosto de 1953 en el Festival de Salzburgo.
- Der Zerrissene (basado en Johann Nestroy), op. 31, estrenada el 17 de septiembre de 1964 en la Ópera Estatal de Hamburgo.
- Der Besuch der alten Dame (basado en la comedia trágica homónima de Friedrich Dürrenmatt, 1956), ópera, estrenada el 23 de mayo de 1971 en la Ópera Estatal de Viena.
- Kabale und Liebe (basado en Friedrich Schiller), ópera op. 44 (Viena, 1976)
- Jesu Hochzeit, op. 52 (1980, Viena).
- Prinz Chocolat, op. 66 (2 de julio de 1983, Berna).
- Der Tulifant, op. 75 (30 de octubre de 1990, Viena).
- Die eiserne Wolke, op. 88 (compuesto en 1990).
- Überlaßt den Elementen euch und ihren Geistern, op. 92 (1991 Carinthischer Sommer).
- Luzifers Lächeln, ópera de cámara, op. 110 (1998, Viena).